# Campeonato Norueguês de Futebol de 1985 — 1.ª Divisão Masculina
A Primeira divisão norueguesa masculina de 1985 iniciou-se em 27 de Abril e foi encerrada em 12 de Outubro. O campeão foi o Rosenborg.
O campeonato teve a participação de doze equipes, jogando em formato de pontos corridos, o que resultou em 22 rodadas disputadas. Os dois últimos colocados foram automaticamente despromovidos, cedendo lugar aos dois melhores colocados de cada grupo da segunda divisão. O décimo colocado disputou série de repescagem contra os dois segundos colocados de cada grupo. Cada vitória conquistada rendia dois pontos ao vencedor, ao passo que cada empate fazia acumular um ponto para ambas as equipes, enquanto as derrotas não rendiam pontos. 
O campeonato foi decidido na última rodada, em partida disputada por Rosenborg e Lillestrøm em Lerkendal Stadion, campo do Rosenborg. A partida teve público de 28.569 espectadores, e foi vencida pela equipe mandante, que se sagrou campeã. Esse foi também o recorde de público no estádio.